# Kira Nerys
Kira Nerys, a Star Trek Deep Space Nine című amerikai tudományos-fantasztikus sorozat szereplője A karaktert Nana Visitor színésznő alakítja.

## Élete
Kira Nerys (vezetékneve a Kira, a keresztneve Nerys) a Bajor bolygón született a kardassziaiak megszállása idején, és felnőve az Ellenállás keretében végzett harci tevékenysége miatt vált híressé. Ekkoriban a későbbi miniszterelnök, Shakaar csoportjához tartozott. Miután a megszállás véget ért, Kirát kinevezték a kardassziaiak által hátrahagyott Terok Nor állomás felügyeletét átvevő Csillagflotta bajori összekötőjévé, őrnagyi rangban. E minőségében mint egy 5 évig szolgált, ezután, a Domínium-háború idején ezredesi rangot kapott a Bajori Milíciától.
Kezdetben, mint a Bajor friss függetlenségének elszánt védelmezője, idegenkedik együtt működni a Föderációval, s annak kihelyezett állomás-parancsnokával, Benjamin Siskóval. Később azonban jó viszony alakul ki közöttük, sőt nem egy flotta tisztel kerül baráti viszonyba. Romantikus szálak fűzték az egyik bajori vezetőhöz, Vedek Bareil Antoshoz, ám annak halála után, a korábbi baráti kapcsolata kezdett elmélyülni szerelemmé az állomás biztonsági főnökével, Odo felügyelővel.